# ويليام غيفورد (سياسي)
ويليام غيفورد (بالإنجليزية: William Gifford)‏ هو سياسي بريطاني، ولد في 1649، وتوفي في 1724. انتخب عضو مجلس النواب في البرلمان البريطاني وانتخب عضو مجلس الشعب في برلمان بريطانيا العظمى.